# 色楞喇什
色楞喇什（？—1712年），蒙古族，伊克昭盟鄂尔多斯右翼后旗人，鄂尔多斯右翼后旗札萨克固山贝子。

## 生平
1707年，色楞喇什继袭鄂尔多斯右翼后旗札萨克固山贝子，兼鄂尔多斯济农。1712年，色楞喇什晋封为多罗郡王。同年，色楞喇什逝世。